# Fokker F.32
Il Fokker F.32 fu un aereo da trasporto di linea quadrimotore in configurazione traente-spingente, monoplano ad ala alta, sviluppato dall'azienda aeronautica statunitense Fokker Aircraft Corporation of America nei tardi anni venti del XX secolo.
Primo quadrimotore ad essere progettato e costruito negli Stati Uniti d'America, venne prodotto in un numero limitato di esemplari a causa degli alti costi d'esercizio e dei mai risolti problemi di raffreddamento dei propulsori. Pur destinato al mercato dell'aviazione commerciale venne testato anche in ambito militare su richiesta dell'United States Army, l'esercito statunitense, identificato come YC-20, ma senza successo.

## Utilizzatori

### Civili
Stati Uniti
- Universal Air Lines
- Western Air Express

### Militari
Stati Uniti
- United States Army Air Corps

### Pubblicazioni
- (EN) Hayden Hamilton, The Fokker F-32: The First Wide-Body Airliner, in AAHS Journal, Spring 2012.
- (EN) B. Van Der Klaauw, Forty Years of Fokker Airliners - From F.II to F.27 Friendship, in Flight, 30 dicembre 1960.